# Pipipi
Pipipi (Mohoua novaeseelandiae) är en fågel i familjen mohuor inom ordningen tättingar. Den förekommer, liksom övriga arter i familjen, enbart i Nya Zeeland. Fågeln minskar i antal, men beståndet anses vara livskraftigt.

## Utseende och läte
Pipipin är en liten brunaktig tätting. Ovansidan är brun med askgrått på ansikte och hals. Undersidan är ljust gräddbrun, ljusare än hos införda järnsparven. Den är större och har mer kontrast mellan grått ansikte och ljusare undersida än grå sångsmyg. Kontaktlätena är hårda och tjattrande, medan sången är kanariefågellik.

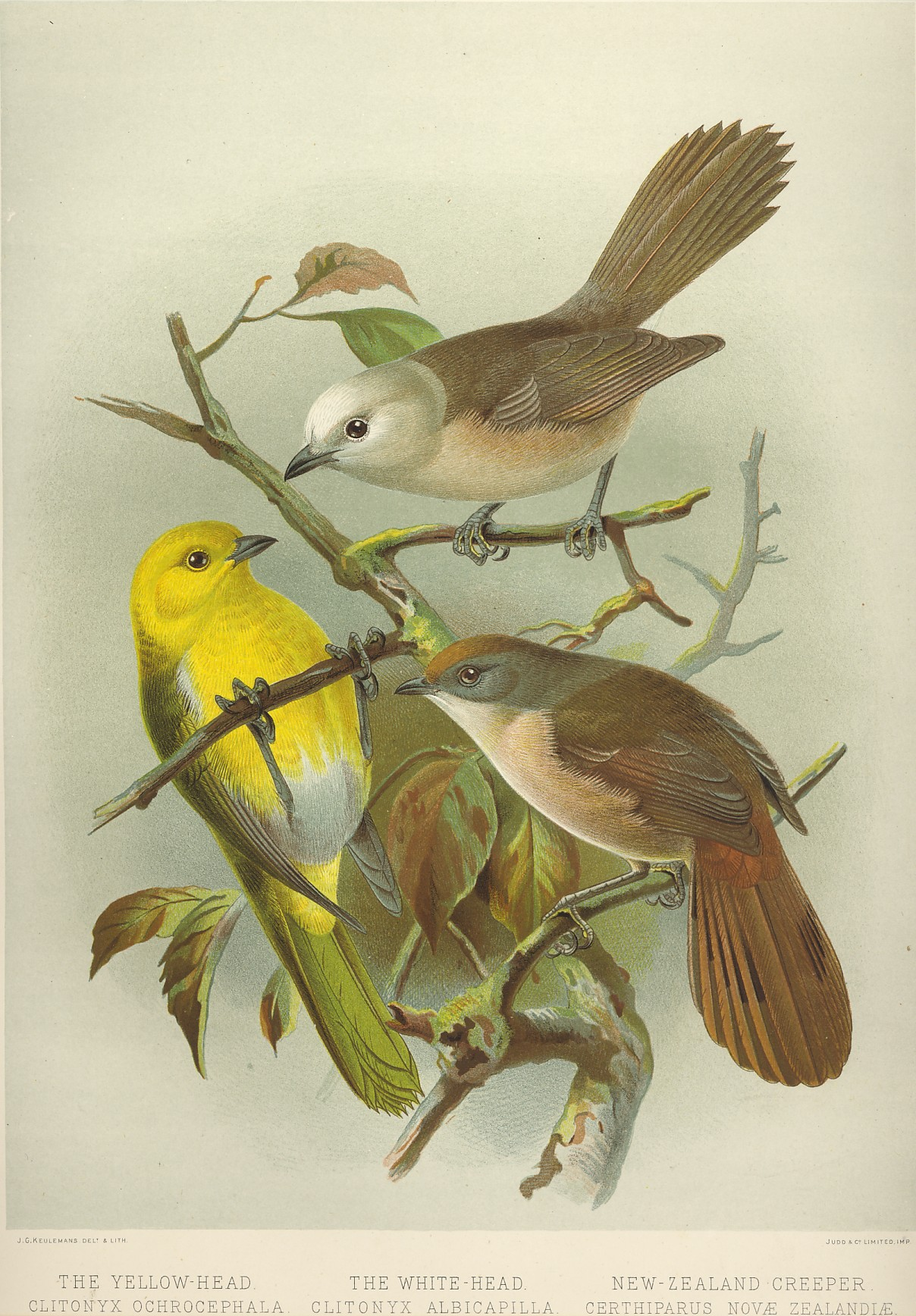
Arterna i släktet Mohoua, med pipipin längst ner.

## Utbredning och systematik
Fågeln förekommer i Nya Zeeland, i skogar på South Island och Stewart Island. Den behandlas som monotypisk, det vill säga att den inte delas in i några underarter.

### Familjetillhörighet
De tre arterna i familjen mohuor har placerats i ett antal olika familjen inom åren, alltifrån australiska familjer som marksmygar, blåsmygar och taggnäbbar till gråfåglar, visslare (fåglar), mesar, timalior och Sylviidae. DNA-studier visar dock att de tillsammans med de australiska sittellorna utgör en mycket gammal utvecklingslinje som utgör en basal grupp bland kråkfåglar med släktingar, med familjer som gyllingar, vangor, vireor och törnskator. De har därför lyfts ut till en egen familj, Mohouidae.

## Levnadssätt
Pipipin hittas i alla möjliga skogstyper, där den rör sig i snabbt förflyttande konstant tjattrande flockar i trädtaket, utanför häckningstid ofta tillsammans med grå sångsmyg och gråryggig glasögonfågel. Arten är den huvudsakliga värden för boparasiten långstjärtad koel.

## Status
Trots det begränsade utbredningsområdet och det faktum att den minskar i antal anses beståndet vara livskraftigt av internationella naturvårdsunionen IUCN. 

## Namn
På svenska har arten även kallats antipodkrypare.